# Paquistão nos Jogos Olímpicos de Verão de 2012
Paquistão enviou uma equipe de 21 atletas para competir nos Jogos Olímpicos de Verão de 2012, em Londres, na Grã-Bretanha.

## Desempenho

### Atletismo(2 atletas)
Masculino
| Atleta      | Evento | Preliminares | Preliminares | Quartas     | Quartas     | Semifinais  | Semifinais  | Final       | Final       |
| Atleta      | Evento | Marca        | Posição      | Marca       | Posição     | Marca       | Posição     | Marca       | Posição     |
| ----------- | ------ | ------------ | ------------ | ----------- | ----------- | ----------- | ----------- | ----------- | ----------- |
| Liaquat Ali | 100 m  | 10s90        | 4º/bat. 2    | Não avançou | Não avançou | Não avançou | Não avançou | Não avançou | Não avançou |

Feminino
| Atleta      | Evento | Preliminares | Preliminares | Quartas | Quartas | Semifinais  | Semifinais  | Final       | Final       |
| Atleta      | Evento | Marca        | Posição      | Marca   | Posição | Marca       | Posição     | Marca       | Posição     |
| ----------- | ------ | ------------ | ------------ | ------- | ------- | ----------- | ----------- | ----------- | ----------- |
| Rabia Ashiq | 800 m  | 2m17s39      | 35º          |         |         | Não avançou | Não avançou | Não avançou | Não avançou |

### Tiro(1 atleta)
Masculino
| Atleta       | Evento | Qualificação | Qualificação | Final       | Final       | Posição     |
| Atleta       | Evento | Placar       | Posição      | Placar      | Total       | Posição     |
| ------------ | ------ | ------------ | ------------ | ----------- | ----------- | ----------- |
| Khurram Inam | Skeet  | 112          | 28º          | Não avançou | Não avançou | Não avançou |

### Natação(2 atletas)
Masculino
| Atleta        | Prova       | Elimatórias | Elimatórias | Semifinal   | Semifinal   | Final       | Final       |
| Atleta        | Prova       | Tempo       | Pos.        | Tempo       | Pos.        | Tempo       | Pos.        |
| ------------- | ----------- | ----------- | ----------- | ----------- | ----------- | ----------- | ----------- |
| Israr Hussain | 100 m livre | 57s86       | 54º         | Não avançou | Não avançou | Não avançou | Não avançou |

Feminino
| Atleta      | Prova        | Elimatórias | Elimatórias | Semifinal | Semifinal | Final       | Final       |
| Atleta      | Prova        | Tempo       | Pos.        | Tempo     | Pos.      | Tempo       | Pos.        |
| ----------- | ------------ | ----------- | ----------- | --------- | --------- | ----------- | ----------- |
| Anum Bandey | 400 m medley | 5m34s64     | 35º         |           |           | Não avançou | Não avançou |